# Русак Петро Степанович
Петр́о Степ́анович Рус́ак (нар. 2 березня 1963, с. Богданівка (нині с. Синьків), Заліщицький район, Україна) — український дитячий хірург вищої категорії, педагог. Голова асоціації хірургів Житомирської області (2009), Доктор медичних наук за спеціальністю «Дитяча хірургія» (2012), професор кафедри дитячої хірургії НМАПО ім. П. Л. Шупика (2014), член редколегії журналу «Хирургия Восточной Европы» (2015), головний редактор науково-практичного медичного журналу «Хірургія дитячого віку» (2016), член президії ГО «Асоціація хірургів України» [Архівовано 3 грудня 2017 у Wayback Machine.].

## Життєпис
Петро Русак народився 2 березня 1963 року в с. Богданівці (нині с. Синьків) Заліщицького району на Тернопільщині в сім'ї колгоспників.
Після закінчення середньої загальноосвітньої школи в 1980 році вступив до Вінницького медичного інституту ім. М. І. Пирогова.
Після закінчення інституту в 1986 році направлений в обласну дитячу лікарню [Архівовано 1 грудня 2017 у Wayback Machine.], м. Житомир. З 1992 року призначений на посаду завідувача хірургічним відділенням № 1 [Архівовано 1 грудня 2017 у Wayback Machine.] даної лікарні, а в 1994 році — обласним позаштатним дитячим хірургом УОЗ Житомирської облдержадміністрації [Архівовано 26 листопада 2017 у Wayback Machine.].

### Сім'я

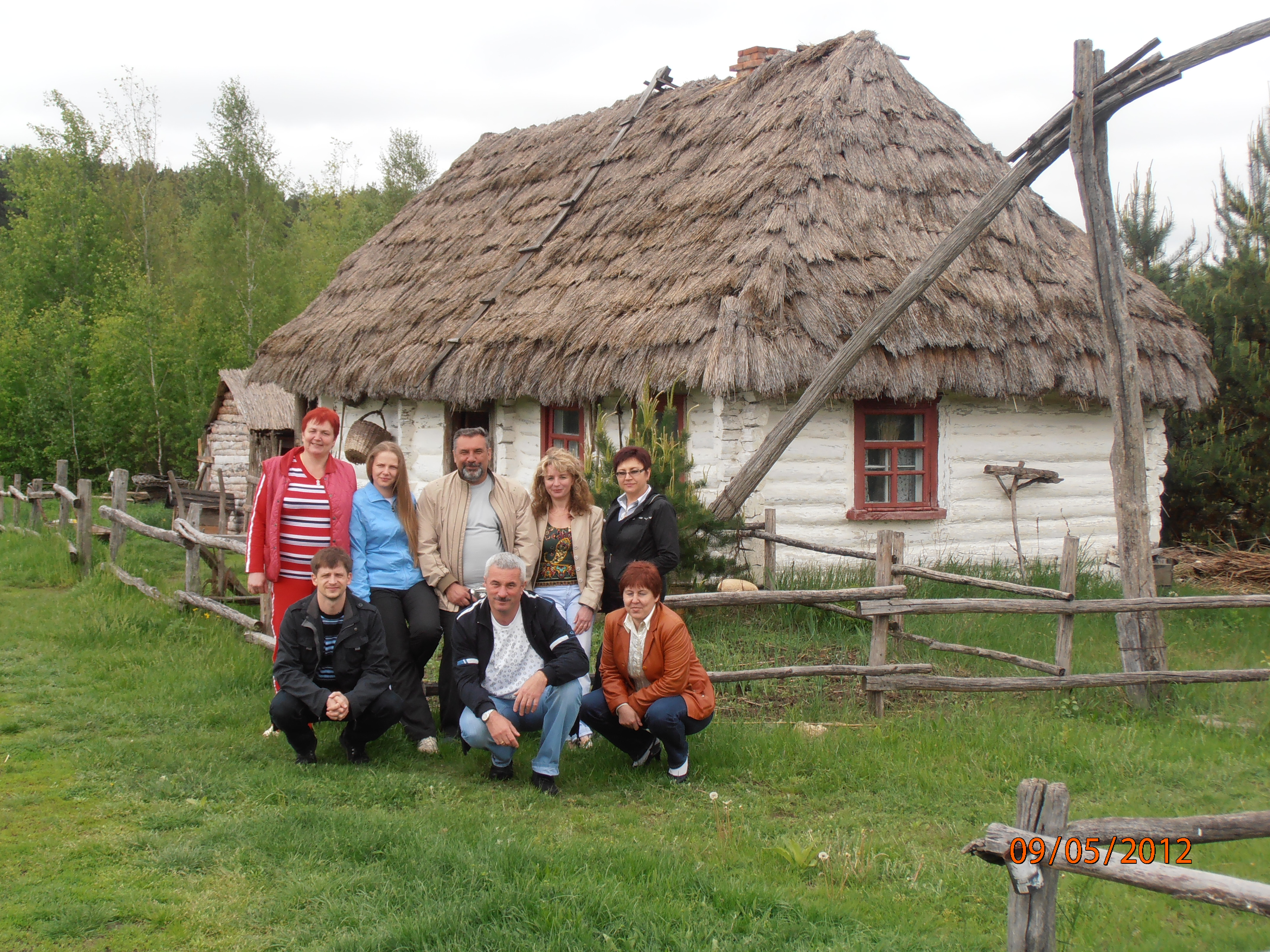

Дружина Світлана Олександрівна — заступник головного лікаря Житомирської обласної дитячої клінічної лікарні [Архівовано 1 грудня 2017 у Wayback Machine.].
Донька Анастасія — кандидат медичних наук, асистент кафедри педіатрії № 1 Вінницького медичного університету ім. М. І. Пирогова.
Донька Наталія — аспірант Вінницького медичного університету ім. М. І. Пирогова.

## Наукова діяльність
У 2001–2010 рр. вивчав досвід роботи хірургічних клінік Швеції, Республіки Польща, Російської Федерації.
2003 року захистив кандидатську дисертацію на тему: «Комплексне лікування гострого гематогенного остеомієліту у дітей», 2011 року — докторську дисертацію на тему: «Інноваційні технології в діагностиці, лікуванні та профілактиці ургентної абдомінальної патології у дітей».
17 лютого 2012 року присвоєно науковий ступінь доктора медичних наук за спеціальністю «Дитяча хірургія» (диплом ДД № 000692 від 17.02.2012 р. на підставі рішення атестаційної комісії МОН України).
Рішенням Атестаційної комісії від 13.04.2014 р. протокол № 3/01-П надано вчене звання професора кафедри дитячої хірургії (атестат професора 12 ПР № 009404).
Досвід дитячої хірургії набувався під керівництвом професорів Кукурузи Ю. П., Кривчені Д. Ю., Юрченка М. І. та старших колег — Могілевської К. О., Бикова О. К., Бродського Б. П., Козловського Л. Р., Мельника Б. А., Смирнова В. В..
Має біля 260 наукових робіт, 13 патентів, є автором та співавтором шести монографій та чотирьох навчально-методичних посібників. З 2015 року є членом редколегії журналу «Хирургия Восточной Европы». З 2006 року є членом редакційної колегії науково-практичного медичного журналу «Хірургія дитячого віку», а з 2016 року головним редактором.